# Olympische Sommerspiele 1984/Teilnehmer (Malawi)
| Gelbes Symbol für Goldmedaillen mit stilisierten Olympischen Ringen | Graues Symbol für Silbermedaillen mit stilisierten Olympischen Ringen | Braundes Symbol für Bronzemedaillen mit stilisierten Olympischen Ringen |
| ------------------------------------------------------------------- | --------------------------------------------------------------------- | ----------------------------------------------------------------------- |
| —                                                                   | —                                                                     | —                                                                       |

Malawi nahm an den Olympischen Sommerspielen 1984 in Los Angeles, USA, mit einer Delegation von 15 Sportlern (allesamt Männer) teil.

## Teilnehmer nach Sportarten

### Boxen
- Peter Ayesu
Fliegengewicht: 5. Platz

- Ali Faki
Federgewicht: 17. Platz

- Solomon Kondowe
Leichtgewicht: 33. Platz

- Phillimon Ayesu
Halbweltergewicht: 17. Platz

- Fletcher Kapito
Halbmittelgewicht: 33. Platz

- Drake Thadzi
Halbschwergewicht: 9. Platz

### Leichtathletik
- Odiya Silweya
100 Meter: Vorläufe
200 Meter: Vorläufe

- Agripa Mwausegha
400 Meter: Vorläufe

- Isaac Ganunga
800 Meter: Vorläufe
1500 Meter: Vorläufe

- George Mambosasa
5000 Meter: Vorläufe
Marathon: 74. Platz

- Matthews Kambale
10.000 Meter: Vorläufe
Marathon: DNF

### Radsport
- Dyton Chimwaza
Straßenrennen, Einzel: DNF
100 Kilometer Mannschaftsverfolgung: 26. Platz

- Daniel Kaswanga
Straßenrennen, Einzel: DNF
100 Kilometer Mannschaftsverfolgung: 26. Platz

- George Nayeja
Straßenrennen, Einzel: DNF
100 Kilometer Mannschaftsverfolgung: 26. Platz

- Amadu Yusufu
Straßenrennen, Einzel: DNF
100 Kilometer Mannschaftsverfolgung: 26. Platz